# Захват Данцига Тевтонским орденом
Захват Данцига Тевтонским орденом — оккупация тевтонскими рыцарями-крестоносцами польского города Гданьска 13 ноября 1308 года. Также известен как «Гданьская резня» (польск. Rzeź gdańska).

## Причины
Тевтонский орден давно стремился присоединить к своим владениям Гданьскую Померанию с центром в Гданьске — мощным торговым конкурентом тевтонского Эльблонга. Получение контроля над устьем Вислы давало крестоносцам ряд экономических и политических преимуществ в Восточной Европе. Еще в 1253 году после заключения поморско-тевтонского договора Тевтонский орден получил несколько территорий в Гданьском Поморье. В 1282 году после подписания Милицкого договора Тевтонский орден получил во владение Гневковскую землю на левом берегу Вислы. В 1301 году во время временной оккупации Гданьска крестоносцами тевтонский магистр Хельвиг фон Гольдбах издал грамоту, в которой обещал жителям замка и города сохранение существующих привилегий.

## Вторжение бранденбуржцев и оккупация тевтонцами Гданська
В 1301 году Самбор, сын рюгенского князя Вислава II, напал на Восточную Померанию, принадлежавшую королю Польши Вацлаву II. Рюгенцы захватили замки Славно, Слупск и Бялогард, а затем двинулись на Гданьск. Польский монарх Вацлав II, занятый возведением своего сына на Венгерский престол, не смог оказать поддержки Поморью. Он обратился за помощью к великому магистру Тевтонского ордена. В мае того же 1301 года тевтонские рыцари прибыли в Гданьск и в союзе с родом Свенцев начали войну против рюгенцев. Весной 1302 года рюгенцы потерпели поражение и были изгнаны с захваченных земель.
В августе — сентябре 1308 года Гданьск перешел под власть маркграфа Бранденбурга Оттона IV (1266—1308). Мещане Гданьска, недовольные политикой князя краковского Владислава Локетка, добровольно сдали город бранденбургскому маркграфу. На сторону Бранденбурга перешел влиятельный поморский род Свенцев, который находился в оппозиции к новому польскому монарху. Свенцы, лишенные занимаемых должностей, заключили в 1307 году договор в Ледово с бранденбургскими маркграфами, обещая им свою помощь при завоевании Гданьского Поморья.
В начале августа 1308 года бранденбургские маркграфы Оттон IV и Вальдемар с войском вступили в Восточное Поморье, захватывая и разоряя поморские замки и селения. К бранденбургскому войску присоединился могущественный род Свенцев. В конце сентября бранденбуржцы подошли к Гданьску. Маркграфы Оттон и Вальдемар при поддержке немецких бюргеров быстро захватили сам город, но поляки укрылись в городском замке, расположенном на искусственном острове.
Судья и королевский наместник Богуша, руководивший обороной Гданьска, не смог своими небольшими силами отразить вторжение бранденбуржцев. Богуша обратился за помощью к польскому князю Владиславу Локетку. Последний был занят своими русскими делами и не смог оказать военной поддержки Гданьску. Получив разрешение Владислава Локетка, королевский наместник Богуша обратился за помощью к великому магистру Тевтонского ордена. Генрих фон Плоцке согласился помочь Богуше и отправил на помощь вспомогательный отряд под командованием комтура хелминского Гюнтера фон Шварцбурга (100 рыцарей и 200 пехотинцев). В середине октября 1308 года тевтонские рыцари прибыли в Гданьск. Крестоносцы при поддержке поляков изгнали бранденбуржцев из Гданьска и Восточного Поморья, которые смогли удержать за собой замки Слупск и Славно.
По соглашению с польским наместником Богушем, тевтонские рыцари получили во временное владение половину крепости Гданьск. Тевтонские крестоносцы, не получив завышенной оплаты за свою помощь, 13 ноября 1308 года при содействии местных немецких мещан захватили Гданьск, изгнав и разбив польский гарнизон. После взятия города крестоносцы стали убивать своих противников. Среди убитых были польские рыцари из гарнизона и их семьи, а также некоторые горожане. В городе много домов погибло в пожаре.

## Число жертв
Два исторических источника дают разные данные о количестве жертв. На папском суде польская сторона заявила о гибели около 10 тысяч человек (папская булла от 1310 года). В то же время тевтонские крестоносцы настаивали на том, что погибли только 16 грабителей, выданных им самими горожанами, а город был сожжен самими горожанами. Некоторые современные историки считают, что в резне в Гданьске погибло несколько тысяч человек.

## Результаты
Поляки отказались принять денежную компенсацию от Тевтонского ордена за оккупацию Гданьска. Но крестоносцы оккупировали остальную часть Восточной Померании, захватили замки Свеце и Тчев. В сентябре 1309 года по договору в Сольдине бранденбургский маркграф Вальдемар Великий отказался от своих претензий на Восточное Поморье в пользу Тевтонского ордена за 10 000 марок серебра.